# Julius Lenhart
Julius Lenhart (Vienna, 27 novembre 1875 – Vienna, 10 novembre 1962) è stato un ginnasta e multiplista austriaco.

## Carriera
Lenhart partecipò ai Giochi olimpici di Saint Louis 1904, dove vinse due medaglie d'oro nel concorso individuale generale e nel concorso a squadre e una medaglia d'argento nel concorso a tre eventi. Alla stessa Olimpiade giunse trentaduesimo nella gara di triathlon.
Lenhart disputò le Olimpiadi come membro del Philadelphia Turngemeinde e per questo motivo, il CIO assegna le sue tre medaglie agli Stati Uniti.

## Palmarès
In carriera ha conseguito i seguenti risultati:
- Giochi olimpici

St. Louis 1904: due medaglie d'oro nel concorso individuale generale e nel concorso a squadre e una medaglia d'argento nel concorso a tre eventi.